# Híbrido dingo-cão
Um híbrido dingo-cão, ou simplismente Dingo-cão é um cruzamento entre um dingo e um cão doméstico.
A população atual de cães domésticos soltos na Austrália é provavelmente maior do que no passado. No entanto, a proporção dos chamados dingos "puros" (cães com ascendência exclusivamente dingo) tem diminuído nas últimas décadas devido à hibridização e é considerada como ainda mais decrescente.
Devido a esse cruzamento contínuo de dingos e cães domésticos e os híbridos resultantes , há uma gama muito maior de cores e formas corporais hoje entre a população de cães selvagens australianos do que na época anterior à introdução humana de cães domésticos. A extensão total dos efeitos desse processo é atualmente desconhecida e a possibilidade de problemas potenciais, bem como o desejo de preservar o dingo "puro", muitas vezes leva a uma forte rejeição do cruzamento.
Em 2019, um estudo de 402 dingos selvagens e em cativeiro usando 195.000 pontos no genoma do dingo indica que estudos anteriores de hibridização foram superestimados e que os dingos puros são mais comuns do que se pensava originalmente. 
No mesmo ano, uma mulher achando que tinha encontrado e adotado um filhote de cachorro, era na verdade um filhote de dingo.
Em 2021, testes de DNA de mais de 5.000 caninos selvagens de toda a Austrália descobriram que 31 eram cães domésticos selvagens e 27 eram híbridos de primeira geração. Esta descoberta desafia a percepção de que os dingos estão quase extintos e foram substituídos por cães domésticos selvagens.

## Causas
Os dingos chegaram à Austrália junto com os marinheiros há quatro milênios e voltaram à vida selvagem lá. Foi comprovado que o dingo existiu no continente por pelo menos 3.500 anos, o que foi confirmado por exames e descobertas arqueológicas e genéticas. Além disso, suspeitou-se que não houve introdução significativa de outros cães domésticos antes da chegada dos europeus.
Os cães domésticos europeus chegaram à Austrália no século XVIII, durante a colonização europeia. Desde então, alguns desses cães se dispersaram na natureza (deliberadamente e acidentalmente) e fundaram populações selvagens, especialmente em lugares onde o número de dingos havia sido severamente reduzido devido à intervenção humana. Embora existam poucos registros de tais liberações, sua ocorrência é apoiada por relatos de cães de vida livre de raças específicas sendo vistos ou capturados em áreas remotas. A disseminação de atividades agrícolas e de pastoreio no século XIX levou a uma maior disseminação de outros cães domésticos, tanto de estimação quanto selvagens. O cruzamento com os dingos nativos provavelmente vem ocorrendo desde a chegada dos cães domésticos no ano de 1788.

## Formulários
Os dingos e os cães domésticos cruzam-se livremente entre si e, portanto, o termo "cão selvagem" é frequentemente usado para descrever todos os dingos, híbridos de dingo e outros cães domésticos selvagens, porque as fronteiras entre os três não são claras.
O cruzamento de dingos e cães domésticos não é necessariamente não intencional e os dingos têm sido usados para a criação de certas raças de cães. Essas tentativas de criação começaram no século XIX. A única tentativa até o momento que foi considerada bem-sucedida foi a criação do Boiadeiro australiano. É possível que o Kelpie Australiano também seja descendente de dingos; no entanto, isso não foi provado, até onde sabemos.
Ocasionalmente, alegações são feitas de que o cruzamento de dingos e cães domésticos, juntamente com a criação bem-sucedida de híbridos, é um fenômeno raro na natureza devido a diferenças supostamente radicais em comportamento e biologia e à dureza da natureza selvagem. No entanto, casos de cães que vieram de lares humanos, mas mesmo assim conseguiram sobreviver por conta própria (mesmo por meio de caça ativa) e criar filhotes com sucesso foram consistentemente comprovados.
O behaviorista alemão Eberhard Trumler (considerado um Nestor da cinologia no mundo de língua alemã) acreditava que cruzamentos de dingos e cães pastores poderiam ter boas chances de sobreviver na natureza. Além disso, Alfred Brehm já relatou o cruzamento de dingos e cães domésticos de ambos os sexos.
Há até relatos de cães selvagens semelhantes a dingos acasalando com cadelas domésticas contidas.
A taxa de cruzamento aumenta quando os dingos chegam aos centros urbanos, devido à perspectiva de recursos alimentares facilmente acessíveis. No entanto, como as interações entre dingos e cães domésticos selvagens no mato diferem muito daquelas em locais urbanos, também o são as taxas de hibridização. Sabe-se que os cães domésticos se perdem no mato repetidamente. No entanto, presume-se que as diferenças comportamentais entre dingos e cães domésticos sejam grandes o suficiente para dificultar a integração desses cães na sociedade dingo e a reprodução bem-sucedida, especialmente em áreas remotas. Uma maior disseminação de híbridos pode acelerar o processo de cruzamento, reduzindo as diferenças comportamentais. Isso pode explicar parcialmente a maior proporção de dingos-híbridos no sudeste da Austrália.
A possibilidade mais provável é que o comportamento territorial de matilhas de dingos estabelecidas, que mantém todos os cães estrangeiros (dingos incluídos) afastados e os impede de se reproduzir, reduza a taxa de cruzamento.  Os dingos que são possuídos por humanos como animais de estimação provavelmente usarão a casa de seus donos como base para vagar, ou serão abandonados quando atingirem a idade adulta.
O resultado dessa tendência de animais de estimação é que os contatos entre dingos e cães domésticos estão aumentando; porque os dingos de estimação crescem sem aprender os comportamentos sociais que restringem o acasalamento e, portanto, o cruzamento. Muitos desses híbridos são rejeitados pelos donos ou se perdem no mato, onde podem se reproduzir com dingos "puros".
Além disso, está provado que os híbridos podem aparecer quando os dingos acasalam com cães de guarda de gado ; o cruzamento pode até ocorrer com cães que foram adquiridos por seus donos para matar dingos especificamente.
Atualmente, não há evidências de que as medidas conhecidas para o controle de dingos e outros cães selvagens sejam efetivamente capazes de retardar o processo de cruzamento. Parece que esses controles aceleram o processo de cruzamento, pois rompem as estruturas tradicionais de matilhas e, portanto, fazem com que alguns mecanismos de controle populacional desapareçam.

## Grau de cruzamento
Amostras de dingos coletadas nas décadas de 1960 e 1970 indicaram que metade dos cães selvagens do sul da Tasmânia eram híbridos de dingos; análises do início da década de 1980 apoiaram a tendência de aumento do cruzamento. Com base nas características do crânio, os pesquisadores descobriram que a proporção de dingos "puros" nas terras altas do sudeste diminuiu de 49% na década de 1960 para 17% na década de 1980.  Durante exames no ano de 1985 no sudeste da Austrália, apenas 55% dos 407 "dingos" estudados não eram híbridos. 36% dos cães eram híbridos de dingos e o restante eram cães selvagens de outra origem. Em meados da década de 1980, a proporção de dingos "puros" para híbridos de dingos na Austrália Central foi estimada (com base nas características do crânio) em 97,5% e 2,4%, respectivamente. Em contraste, no sudeste da Austrália, as estimativas foram de 55,3% e 33,92%, respectivamente. Foi raciocinado a partir dessas descobertas que populações mistas podem ser esperadas em áreas onde existem assentamentos humanos e cães selvagens permanecem, além disso, que híbridos podem ser esperados como mais raros em áreas remotas. Padrões de cores quebrados, vermelho com manchas brancas, pretas ou azuladas, completamente preto, marrom ou azulado, padrões listrados preto e branco e malhados também foram mais prevalentes na segunda área (34,8%) do que na primeira (5,7%). No sudeste da Austrália, não houve diferenças entre áreas próximas a terras agrícolas e florestas em relação à frequência das colorações. Muitas dessas colorações também ocorreram em experimentos de reprodução de dingos avermelhados com outros cães domésticos de várias cores.  No total, cerca de 50% das populações no leste e sul da Austrália consistiam em híbridos na década de 1980.  Dependendo da área no sudeste da Austrália, estimou-se que a proporção de dingos "puros" era de pelo menos 22% e no máximo 65%.  100 crânios de cães do Museu de Queensland foram medidos e analisados para determinar a frequência de dingos nas populações de cães de Queensland . A maior frequência de dingos (95%) foi encontrada entre os crânios do centro de Queensland e a maior frequência de outros cães domésticos e dingos-híbridos (50%) foi encontrada no sudeste do estado. K'gari tinha apenas uma baixa frequência de híbridos (17%) que eram principalmente limitados à metade sul da ilha.  Foi estimado naquela época que a proporção de dingos-híbridos na população continental era de cerca de 78%. Na virada do milênio, apenas 74% dos 180 crânios de sete áreas principais da Austrália puderam ser classificados como crânios de dingo durante as medições e nenhuma das populações consistia exclusivamente de dingos.  De acordo com Laurie Corbett, algumas populações de cães selvagens examinadas em Nova Gales do Sul consistiam inteiramente de híbridos.
Híbridos de dingos e outros cães domésticos são considerados existentes em todas as populações do mundo hoje. Sua proporção é considerada crescente e populações completamente "puras" podem não mais existir.  No entanto, a extensão exata desse cruzamento é desconhecida. Esse processo pode ter atingido uma extensão tão alta que há grandes populações que consistem inteiramente de híbridos. Métodos tradicionais para identificação de dingos, dingos-híbridos e outros cães domésticos (com base nas características do crânio, padrões de reprodução e cor do pelo) também indicam que o cruzamento é generalizado e ocorre em todas as populações da Austrália, especialmente no leste e no sul do continente. Com base nas características do crânio, existem apenas alguns dingos "puros" restantes em Nova Gales do Sul e a forma "pura" pode estar localmente extinta nas terras altas do sudeste.  Mesmo em áreas que antes eram consideradas seguras para dingos "puros", como o parque nacional de Kakadu ou partes do Território do Norte, os híbridos de dingos agora aparecem nas zonas de fronteira de matas e assentamentos. Além disso, híbridos foram avistados no norte da Austrália e em regiões remotas.
De acordo com algumas fontes, a população de cães do sudeste da Austrália e ao longo da Costa Leste agora consiste em 90% de híbridos de dingo, outras fontes afirmam que a população de cães ao longo da Costa Leste consiste em 80% de híbridos  e apenas 15% a 20% dos dingos no sudeste da Austrália e no sul de Queensland são considerados "puros".  No sudoeste da Austrália e no interior de Queensland, 90-95% dos dingos podem ser "puros".  As análises genéticas durante os últimos anos chegaram à conclusão de que as populações de cães selvagens no sul das Blue Mountains consistem em 96,8% de híbridos de dingo.  As declarações (respectivamente estimativas) sobre quantos híbridos de dingo existem em toda a Austrália são muito altas, mas não homogêneas. Às vezes, aparecem declarações dizendo que a maioria das populações contém 80% de híbridos ou que 80%  ou 90%  de todos os cães selvagens australianos são híbridos de dingo.
No entanto, esses híbridos não precisam necessariamente ter baixo conteúdo de dingos. Durante uma análise de 56 cães selvagens no sudeste de Queensland, os pesquisadores descobriram que esses cães tinham um conteúdo de dingos de mais de 50% ou eram dingos "puros".
Cães selvagens "puros" de outra origem ou híbridos com baixo conteúdo de dingos não puderam ser encontrados. Portanto, foi argumentado que os cães selvagens de Brisbane e da Sunshine Coast são descendentes de dingos, em vez de cães fugitivos ou rejeitados.  Durante estudos sobre cães selvagens do parque nacional de Kosciuszko, muitos híbridos foram encontrados, mas esses cães tinham um conteúdo relativamente alto de dingos.
Em 2011, um total de 3.941 amostras foram incluídas no primeiro estudo de DNA de cães selvagens em todo o continente. O estudo descobriu que 46% eram dingos puros que não exibiam alelos caninos (expressões genéticas). Houve evidências de hibridização em todas as regiões amostradas. Na Austrália Central, apenas 13% eram híbridos, no entanto, no sudeste da Austrália, 99% eram híbridos ou cães selvagens. A distribuição de dingos puros foi de 88% no Território do Norte, números intermediários na Austrália Ocidental, Austrália do Sul e Queensland, e 1% em Nova Gales do Sul e Victoria. Quase todos os cães selvagens mostraram alguma ancestralidade dingo,  com apenas 3% dos cães mostrando menos de 80% de ancestralidade dingo. Isso indica que os cães domésticos têm uma baixa taxa de sobrevivência na natureza ou que a maioria da hibridização é o resultado de cães errantes que retornam aos seus donos. Nenhuma população de cães selvagens foi encontrada na Austrália.

## Alimentação

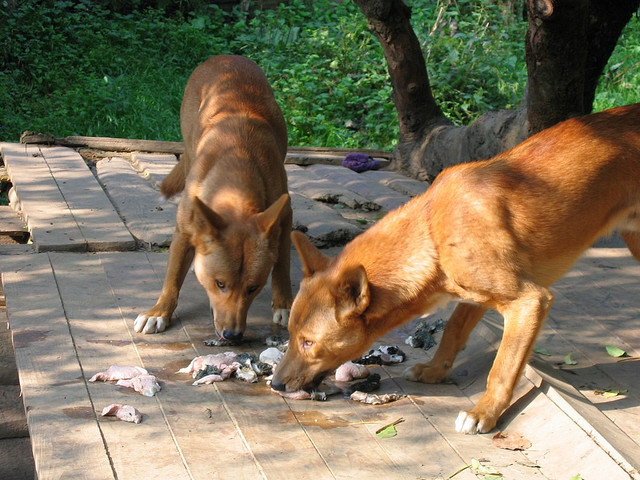
Dingos em cativeiro comendo uma carne.

Assim como os dingos, os dingo-cães também podem se alimentar em seguintes espécies: os cangurus-vermelhos, cangurus cinza, vacas, cavalos, cavalos selvagens, bandicoots, ovelhas, porcos, búfalos, sapos, aves (pássaros, patos, avestruzes, periquitos domésticos, periquitos selvagens, papagaios, catatuas, cisnes,...), cervos, dromedários, crocodilos, lagartos (lagarto monitor), tartarugas, peixes, tubarões, leões marinhos, invertebrados, ratos, camundongos, ratos marsupiais, dunnarts, saringuês, coalas, cangurus, wallabys, wallabys da montanha, cangurus arborícolas, numbats, coelhos, lebres, ornitorrincos, equidnas e vombates, além de plantas, carniça e restos de alimentos encontrados em lixos.

## Identificação

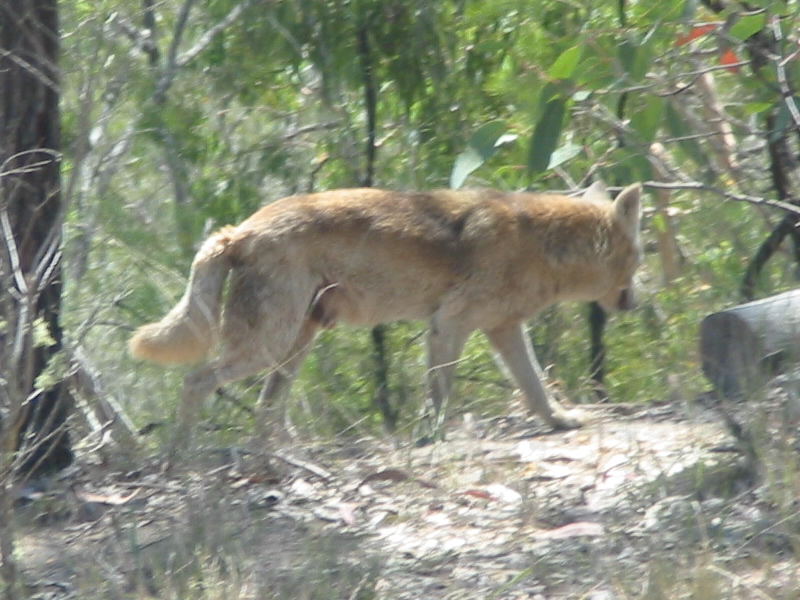
Embora semelhante ao dingo, este cão selvagem tem uma coloração atípica e, portanto, é provavelmente um cruzamento de dingo com vira lata.

Existem algumas características externas que podem ser usadas para distinguir dingos "puros" de outros cães domésticos "puros". No entanto, isso pode não ser o caso quando se trata de cães de raça mista e especialmente dingos-híbridos.
Cães domésticos semelhantes a dingos e híbridos de dingos podem ser geralmente distinguidos de dingos "puros" por causa da cor da pelagem, uma vez que eles têm uma gama mais ampla de cores e padrões do que os dingos. No entanto, mesmo entre os dingos "puros", há uma grande variação de cores. De acordo com o Museu Australiano, a cor da pelagem de um dingo é amplamente determinada pela área em que habita. Geralmente, a cor da pelagem é gengibre com pés brancos. No deserto, os dingos são mais amarelo-dourado, enquanto em áreas florestais e de arbustos eles são de um bronzeado mais escuro a preto.
Além disso, a forma típica de latido de cachorro aparece entre os híbridos de dingos.
No final da década de 1970, descobriu-se que os crânios dos dingos podem ser distinguidos dos de outros cães domésticos com base na distância alveolar ao longo dos pré-molares inferiores, largura maxilar, volume da bula, largura da coroa do dente carnassial superior, comprimento basal do canino superior e largura dos ossos nasais. Para determinar a possibilidade de híbridos de dingos na natureza, os híbridos foram criados em cativeiro na década de 1970 e no início da década de 1980. Assim, as diferenças nas características do crânio eram tanto maiores quanto mais próximo o híbrido estava geneticamente de outros cães domésticos. Mesmo um conteúdo não-dingo de cerca de 25% a 12,5% levou a uma diferença significativa quando comparado aos 8 pais dingos.
Ao contrário dos dingos, outros cães domésticos selvagens e híbridos de dingos são teoricamente capazes de entrar no cio duas vezes por ano e tendem a ter um ciclo de reprodução menos influenciado pelas estações. No entanto, considera-se improvável que sejam capazes de criar duas ninhadas por ano na natureza, uma vez que isso exigiria muito tempo e energia. A criação bem-sucedida de duas ninhadas sucessivas provavelmente só seria possível na natureza em condições muito favoráveis e atualmente não há provas de que isso tenha acontecido na natureza.
Durante a observação no início da década de 1990, os híbridos em cativeiro não mostraram o mesmo padrão de reprodução dos dingos "puros" e muitos parâmetros testiculares não mostraram as mesmas variações sazonais. Além disso, eles tiveram ninhadas maiores e alguns foram capazes de se reproduzir durante todo o ano. Em relação à duração da gestação, não houve evidências de quaisquer diferenças.
Embora os híbridos possam pesar até 60 kg (supostamente até 70 kg), a maioria dos híbridos não pesa mais do que 20 kg, o que é considerado dentro da faixa normal para dingos. Além disso, durante os experimentos de reprodução, não foi possível encontrar diferenças nos padrões de crescimento de dingos e cruzamentos de tamanho semelhante. Além disso, a idade média dos cães domésticos selvagens na Austrália também não é maior do que o que é considerado normal para dingos.

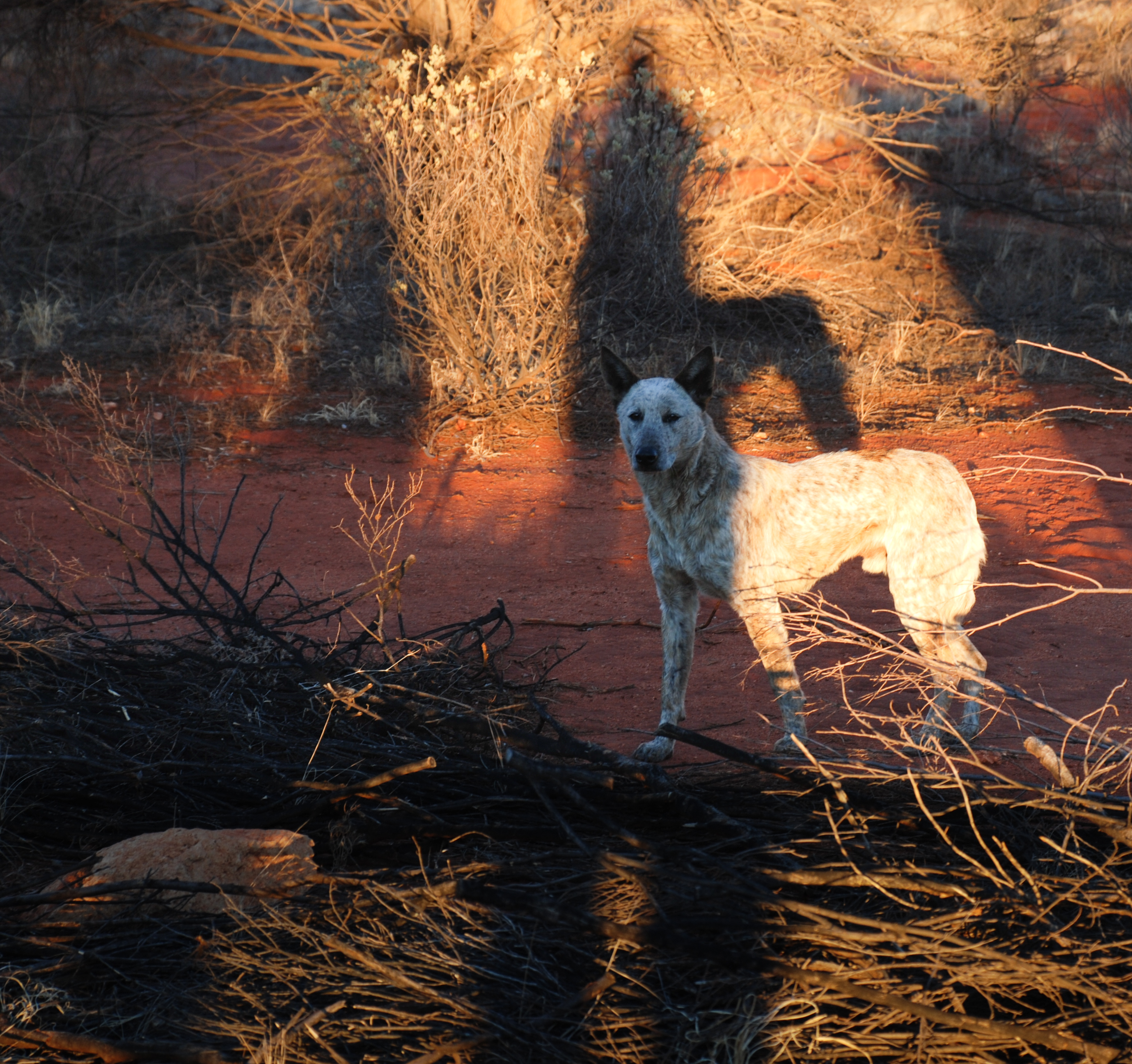
Um cão em Uluru com características visíveis de outras linhagens de cães selvagens.

Uma discriminação genética é possível, mas difícil, uma vez que há apenas algumas características genéticas que diferenciam os dingos de outros cães domésticos. Alguns anos atrás, alguns cientistas da Universidade de New South Wales desenvolveram um método relativamente confiável com 20 "impressões digitais" genéticas usando DNA de amostras de pele e sangue para determinar a "pureza" de um dingo. Se uma dessas "impressões digitais" fosse encontrada, isso indicaria que o cão examinado é possivelmente um híbrido e não um dingo "puro". O grupo de referência para este teste foi um grupo de dingos em cativeiro, pensado para cobrir toda a extensão da população de dingos. Amostras que estivessem fora desta faixa seriam consideradas híbridas. Com o desenvolvimento crescente, este método pode ser possível de usar em amostras de cabelo e fezes e fornecer resultados mais exatos.
Em 2016, uma análise morfométrica geométrica tridimensional dos crânios de dingos, cães e seus híbridos descobriu que os híbridos dingo-cão exibem morfologia mais próxima do dingo do que do cão do grupo parental. A hibridização não empurrou a morfologia craniana única do "Canis lupus dingo" em direção ao fenótipo do lobo, portanto, os híbridos não podem ser distinguidos dos dingos com base nas medidas cranianas. O estudo sugere que a morfologia do dingo selvagem é dominante quando comparada com a morfologia recessiva da raça canina e conclui que, embora a hibridização introduza DNA canino na população de dingos, a morfologia craniana nativa permanece resistente à mudança.